# Tarachodella monticola
Tarachodella monticola är en bönsyrseart som beskrevs av Giglio-tos 1917. Tarachodella monticola ingår i släktet Tarachodella och familjen Tarachodidae. Inga underarter finns listade i Catalogue of Life.